# Liste de ponts du Turkménistan
Cette liste de ponts du Turkménistan a pour vocation de présenter une liste de ponts remarquables du Turkménistan, tant par leurs caractéristiques dimensionnelles, que par leur intérêt architectural ou historique.
Elle est présentée sous forme de tableaux récapitulant les caractéristiques des différents ouvrages proposés, et peut-être triée selon les diverses entrées pour voir ainsi un type de pont particulier ou les ouvrages les plus récents par exemple. La seconde colonne donne la classification de l'ouvrage parmi ceux présentés, les colonnes Portée et Long. (longueur) sont exprimées en mètres et enfin Date indique la date de mise en service du pont.

## Grands ponts
Ce tableau présente les grands ouvrages du Turkménistan (liste non exhaustive).
|                       |   | Nom                           | Portée    | Long. | Type                                          | Voie portée Voie franchie                                         | Date | Localisation                                    | Province          | Ref.  |
| --------------------- | - | ----------------------------- | --------- | ----- | --------------------------------------------- | ----------------------------------------------------------------- | ---- | ----------------------------------------------- | ----------------- | ----- |
|                       | 1 | Pont gazoduc de Kelif         | 660       | 660   | Suspendu Acier                                | Pipeline Amou-Daria                                               | 1975 | Kelif - Dali 37° 20′ 42,4″ N, 66° 15′ 38,1″ E   | Lebap Afghanistan | [ 1 ] |
|                       | 2 | Pont-pipeline de l'Amou-Daria | 390       | 390   | Suspendu Acier                                | Pipeline 1 voie routière Amou-Daria                               | 1964 | Danisher - Lebap 41° 03′ 47″ N, 61° 53′ 56,9″ E | Lebap Ouzbékistan |       |
| Мост Атамурат-Керкичи | 3 | Pont d'Atamurat               | 110 (x12) | 1414  | Treillis Acier 34+110x12+34 Mixte acier/béton | 2x1 voies routières Ligne Turmenabat-Atamyrat-Kerkichi Amou-Daria | 2009 | Kerki 37° 50′ 29,8″ N, 65° 13′ 43,6″ E          | Lebap             |       |